# Cryptonychus cribicollis
Cryptonychus cribicollis es una especie de insecto coleóptero de la familia Chrysomelidae.
Fue descrita científicamente en 1906 por Gestro.